# Surdo
Il surdo è un grosso tamburo di legno o di metallo con la pelle su entrambi i lati, usato in molti generi di musica brasiliana, come Axé, samba-reggae o samba, dove suona le parti basse della sezione di percussioni.
Le dimensioni del surdo normalmente variano tra i 40 cm (16 pollici) ed i 65 cm (26 pollici) di diametro, ma alcuni possono essere anche di 73 cm (29 pollici). A Rio de Janeiro, i surdi sono generalmente alti 60 cm (24 pollici). I surdi usati nel nordest del Brasile sono comunemente meno alti, ossia 50 cm (20 pollici) di profondità. I surdi possono essere di legno, acciaio zincato o alluminio. Le pelli possono essere di pelle di capra o di plastica. Una batteria di Rio usa normalmente surdi con  pelle di capra (per avere un tono ricco) e corpo di alluminio (per un peso inferiore). I surdi vengono portati con cinta a tracolla o in vita, orientati approssimativamente in orizzontale. La parte inferiore non viene suonata.
Può essere suonato con i mallet in una mano e le dita e il palmo dell'altra mano.
È stato anche utilizzato da Peter Gabriel in Long Walk Home: Music from the Rabbit-Proof Fence, colonna sonora del film La generazione rubata, e nel brano Biko contenuto nel suo terzo album solista; in tale occasione è stato suonato da Phil Collins.